# Лливелин ап Мервин
Лливелин ап Мервин (валл. Llywelyn ap Merfyn; умер в 942) — король Поуиса (900—942).

## Биография
Лливелин — старший сын и наследник Мерфина.
Лливелин продолжал подчиняться королю Гвинеда Анарауду. В 916 году Анарауд умер и возможно что Лливелин обрел самостоятельность. Вероятно Лливелин был в числе тех валлийских королей, которые признали своим сюзереном англосаксонского короля Эдуарда.
Год смерти Лливелина совпадает с годом смерти Идвала Гвинедского, который погиб в битве с англосаксами. В том же году Хивел Добрый стал королём Гвинеда и Поуиса, женив своего сына Оуайна на Анхарад, дочери Лливелина. Неизвестно были ли в живых на тот момент братья Лливелина, но у одного из них был сын.